# SLC-37
SLC-37 (англ. Space Launch Complex 37, буквально Космический пусковой комплекс-37) — стартовый комплекс, расположенный на территории базы ВВС США на мысе Канаверал в штате Флорида. Один из пяти (наряду с SLC-20,  SLC-40, SLC-41 и LC-46) используемых комплексов по состоянию на 2020 год.
Комплекс включает в себя 2 стартовые площадки. Площадка SLC-37A никогда не использовалась.
Площадка SLC-37B использовалась NASA для запуска ракет-носителей Сатурн-1 и Сатурн-1Б в период с 1964 по 1968 год, в том числе был осуществлён первый запуск в космос Лунного модуля, который использовался в программе Аполлон. Площадка была деактивирована в 1969 году.
С 2002 года используется для запуска ракеты-носителя Дельта IV. Запуски запланированы, по крайней мере, до 2019 года.
20 ноября 2002 года со стартового комплекса состоялся первый запуск ракеты-носителя Дельта IV.
21 декабря 2004 года был произведён первый запуск ракеты-носителя Дельта IV Heavy.
5 декабря 2014 года со стартового комплекса состоялся запуск ракеты-носителя Дельта IV Heavy с космическим кораблём Орион, который будет использоваться в будущих пилотируемых миссиях NASA к Луне и Марсу.

## Текущее использование

### Оборудование площадки
В августе 1999 года начались работы по переоборудованию площадки SLC-37B для запусков ракеты-носителя Дельта IV.
На площадке установлена MST (англ. Mobile Service Tower - Мобильная Обслуживающая Башня), высотой более 100 метров, которая обеспечивает доступ для обслуживания ракеты-носителя и защиту от погодных условий. Наверху башни установлен кран, который позволяет присоединять полезную нагрузку и твердотопливные ускорители GEM-60 к ракете-носителю Дельта IV. Башня откатывается в сторону от ракеты-носителя за несколько часов до запуска.
Рядом со стартовый столом расположена FUT (англ. Fixed Umbilical Tower - Неподвижная Центральная Башня), которая имеет три подвижные руки. Эти руки предназначены для обеспечения функций технической поддержки, которые включают в себя: обеспечение электричеством, гидравликой, контролем окружающей среды. Эти качающиеся руки убираются во время старта для того, чтобы избежать повреждения оборудования. Строительство башни было завершено в ноябре 2000 года.
Дельта IV закреплена на стартовом столе посредством LMU (англ. Launch Mate Unit - Стартовое Зацепляющее Устройство), которое удерживает ракету-носитель и отсоединяется при старте. Под стартовым столом расположен огневод, который отводит ракетный выхлоп от ракеты и оборудования при старте. Возле стартового стола установлены 2 защитные мачты с громоотводами.
Ангар горизонтальной сборки HIF (англ. Horizontal Integration Facility), площадью более 9000 м2 и с высотой семиэтажного здания, расположен на некотором расстоянии от площадки. Это большое здание, в котором проходит соединение блоков первой ступени Дельта IV, второй ступени и их проверку до того, как они перемещаются на стартовую площадку. Горизонтальная сборка ракеты-носителя Дельта IV похожа на сборку ракеты-носителя Союз, которые также собираются горизонтально, в отличие от Спейс Шаттла и Сатурн V, которые собирались и транспортировались к стартовой площадке в вертикальном положении. Строительство ангара было завершено в июне 2000 года.
Перемещение Дельта IV от горизонтального сборочного ангара до стартового стола и установка ракеты-носителя на стартовый стол осуществляется с помощью EPT (англ. Elevating Platform Transporter - Поднимающий Платформу Транспортер). Эти колесные машины могут быть как дизельными, так и электрическими. Дизельные транспортёры используются для перемещения до стартовой площадки от HIF, в то время как электрические применяются на стартовой площадке по причине необходимой точности движения в последнем случае.
Для заполнения ракеты-носителя топливом на стартовой площадке находятся топливные баки с жидким водородом (3200 м3) и жидким кислородом (950 м3).

После завершения программы полётов Delta IV и всего семейства ракет Delta, SpaceX изъявила желание начать использовать стартовую площадку для запусков с неё в будущем ныне испытываемой ракеты SpaceX Starship, с планом ежегодно осуществлять 76 запусков. На июнь 2025 SpaceX проводит согласование с Министерством обороны США и экологической комиссии, окончательное решение будет принято осенью 2025 года.

## История запусков
| №  | Дата (UTC)           | Ракета-носитель  | Полезная нагрузка            | Результат         |
| -- | -------------------- | ---------------- | ---------------------------- | ----------------- |
| 1  | 29 января 1964       | Сатурн-1         | SA-5                         | Успех             |
| 2  | 28 мая 1964          | Сатурн-1         | A-101                        | Успех             |
| 3  | 18 сентября 1964     | Сатурн-1         | A-102                        | Успех             |
| 4  | 16 февраля 1965      | Сатурн-1         | Pegasus 1 / A-103            | Успех             |
| 5  | 25 мая 1965          | Сатурн-1         | Pegasus 2 / A-104            | Успех             |
| 6  | 30 июля 1965         | Сатурн-1         | Pegasus 3 / A-105            | Успех             |
| 7  | 05 июля 1966         | Сатурн-1Б        | AS-203                       | Успех             |
| 8  | 22 января 1968       | Сатурн-1Б        | Аполлон-5 / LM-1             | Успех             |
| 9  | 20 ноября 2002       | Дельта-4M+ (4,2) | Eutelsat W5                  | Успех             |
| 10 | 11 марта 2003        | Дельта-4M        | DSCS-3 A3 (USA-167)          | Успех             |
| 11 | 29 августа 2003      | Дельта-4M        | DSCS-3 B6 (USA-170)          | Успех             |
| 12 | 21 декабря 2004      | Дельта-4 Heavy   | DemoSat / 3CS-1 / 3CS-2      | Частичная неудача |
| 13 | 24 мая 2006          | Дельта-4M+ (4,2) | GOES 13 (GOES-N)             | Успех             |
| 14 | 11 ноября 2007       | Дельта-4 Heavy   | DSP-23 (USA-197)             | Успех             |
| 15 | 18 января 2009       | Дельта-4 Heavy   | USA-202 (NROL-26)            | Успех             |
| 16 | 27 июня 2009         | Дельта-4M+ (4,2) | GOES 14 (GOES-O)             | Успех             |
| 17 | 6 декабря 2009       | Дельта-4M+ (5,4) | WGS-3 (USA-211)              | Успех             |
| 18 | 4 марта 2010         | Дельта-4M+ (4,2) | GOES 15 (GOES-P)             | Успех             |
| 19 | 28 мая 2010          | Дельта-4M+ (4,2) | GPS IIF-1 (USA-213)          | Успех             |
| 20 | 21 ноября 2010       | Дельта-4 Heavy   | USA-223 (NROL-32)            | Успех             |
| 21 | 11 марта 2011        | Дельта-4M+ (4,2) | USA-227 (NROL-27)            | Успех             |
| 22 | 16 июля 2011         | Дельта-4M+ (4,2) | GPS IIF-2 (USA-231)          | Успех             |
| 23 | 20 января 2012       | Дельта-4M+ (5,4) | WGS-4 (USA-233)              | Успех             |
| 24 | 29 июня 2012         | Дельта-4 Heavy   | USA-237 (NROL-15)            | Успех             |
| 25 | 4 октября 2012       | Дельта-4M+ (4,2) | GPS IIF-3 (USA-239)          | Успех             |
| 26 | 25 мая 2013          | Дельта-4M+ (5,4) | WGS-5 (USA-243)              | Успех             |
| 27 | 8 августа 2013       | Дельта-4M+ (5,4) | WGS-6 (USA-244)              | Успех             |
| 28 | 21 февраля 2014      | Дельта-4M+ (4,2) | GPS IIF-5 (USA-248)          | Успех             |
| 29 | 17 мая 2014          | Дельта-4M+ (4,2) | GPS IIF-6 (USA-251)          | Успех             |
| 30 | 28 июля 2014         | Дельта-4M+ (4,2) | GSSAP 1/2 / ANGELS           | Успех             |
| 31 | 5 декабря 2014       | Дельта-4 Heavy   | EFT-1                        | Успех             |
| 32 | 25 марта 2015        | Дельта-4M+ (4,2) | GPS IIF-9 (USA-260)          | Успех             |
| 33 | 24 июля 2015         | Дельта-4M+ (5,4) | WGS-7 (USA-263)              | Успех             |
| 34 | 11 июня 2016         | Дельта-4 Heavy   | NROL-37 (USA-268)            | Успех             |
| 35 | 19 августа 2016      | Дельта-4M+ (4,2) | AFSPC-6 (GSSAP 3/4)          | Успех             |
| 36 | 7 декабря 2016       | Дельта-4M+ (5,4) | WGS-8 (USA-272)              | Успех             |
| 37 | 19 марта 2017        | Дельта-4M+ (5,4) | WGS-9 (USA-275)              | Успех             |
| 38 | 12 августа 2018 года | Дельта-4 Heavy   | Parker Solar Probe           | Успех             |
| 39 | 16 марта 2019        | Дельта-4M+ (5,4) | WGS-10                       | Успех             |
| 40 | 22 августа 2019      | Дельта-4M+ (4,2) | GPS-3 SV02                   | Успех             |
| 41 | 11 декабря 2020      | Дельта-4 Heavy   | Orion 10/Mentor 8 (NROL-44)  | Успех             |
| 42 | 22 июня 2023         | Дельта-4 Heavy   | Orion 11/Mentor 9 (NROL-68)  | Успех             |
| 43 | 9 апреля 2024        | Дельта-4 Heavy   | Orion 12/Mentor 10 (NROL-70) | Успех             |

## Фотогалерея
- Ракету-носитель ставят на стартовый стол с помощью Elevating Platform Transporter (EPT).
- Стартовый стол и Fixed Umbilical Tower (FUT)
- Откидные руки центральной башни, мобильная башня отведена в сторону.
- Перед запуском спутника WGS-7